# Der Schrecken im Hause Ardon
Der Schrecken im Hause Ardon, auch: Der Welteroberer, ist der Titel eines stummen Kriminaldramas, das Robert Wiene 1920 für die Stuart Webbs Film Company realisierte. Den Meisterdetektiv Stuart Webbs spielte diesmal Fritz Greiner.

## Handlung
Ein internationales Verbrechersyndikat versucht, sich in den Besitz von wissenschaftlichen Erkenntnissen des Chemiekonzerns Ardon zu bringen, und schreckt dabei vor nichts zurück. Es setzt sogar die Frau des Chemikers Ardon unter Hypnose, um an seine Erfindung zu kommen. Doch Ardon kommt ihnen auf die Schliche, tötet den Chef der Bande und vergibt seiner Frau den Verrat, als er erkennt, dass sie nicht unter freiem Willen gehandelt hatte. Detektiv Stuart Webbs kann den Fall aufklären.

## Hintergrund
Der Film, eine Produktion der Stuart Webbs Film Company Reicher & Reicher, München, wurde von Karl Freund fotografiert.
Er lag am 4. August 1920 der Reichsfilmzensur München vor und wurde unter der Nummer M00036 für Jugendliche verboten. Aus nicht mehr nachzuvollziehenden Gründen wurde er erst im Juli 1921 in Berlin im B.T.L. Potsdamerstr. uraufgeführt.
Das Kinoplakat entwarf der Münchener Graphikkünstler Ludwig Hohlwein.
Unter dem Titel Rædslernes hus (deutsch: Haus des Schreckens) wurde der Film ab 28. April 1924 auch in Dänemark gezeigt.

## Rezeption
Der Film wird erwähnt in
- Lichtbildbühne No. 4, 1920
- Erste Internationale Kinematographenzeitschrift No. 5, 1920
- Filmkurier No. 175, 1921
- Der Film  No. 31, 1921
- Deutsche Filmzeitung (fr. Süddt. FZ) (= DFZ) No. 32x, 1921